# نرغال شراصر
نرغل شراصر هو ملك كلداني خلف أميل مردوخ في الحكم بعد قتله حكم بابل من سنة 660 إلى سنة 556 ق م، غير معروف إذا كان شقيق لأميل مردوخ أو زوج أخته. يذكر لوح مسماري من عهده أن هذا الملك قام بحملة عسكرية في كيليكيا بسبب عصيان حصل هناك من قبل ملك إسمه أبواسو، ودون انتصاراته فيها حيث استمر بملاحقته حتى جزيرة بيتوسو (جزيرة دانا حالياً) إلا أن أبواسو هرب إلى ليديا ولم يتمكن نرغل شراصر من القبض عليه. خلفه نرغل شراصر الحكم إبنه لبشي مردوخ الذي قتل من قبل أتباع نبو نيد الذي خلفه في الحكم.